# Ahn Jae-hyun
Ahn Jae-hyun (hangul: 안재현; ur. 1 lipca 1987 w Seulu) – południowokoreański model i aktor. Jest znany z ról w serialach, m.in. Przybyłeś z Gwiazd (2013), Wszyscy jesteście otoczeni. (2014), Blood (2015) oraz Cinderella-wa ne myeong-ui gisa (2016).

## Filmografia

### Filmy
| Rok  | Tytuł                                        | Rola       |
| ---- | -------------------------------------------- | ---------- |
| 2014 | Paesyeonwang                                 | Kim Won-ho |
| 2015 | Hunli Shengjing (ang. Wedding Bible)         |            |
| 2016 | Wo shi chunu zuo (ang. Perfect Imperfection) |            |

### Seriale
| Rok       | Tytuł                           | Rola               | Stacja telewizyjna |
| --------- | ------------------------------- | ------------------ | ------------------ |
| 2013-2014 | Przybyłeś z Gwiazd              | Cheon Yoon-jae     | SBS                |
| 2014      | Wszyscy jesteście otoczeni.     | Park Tae-il        | SBS                |
| 2015      | Blood                           | Park Ji-sang/Jason | KBS2               |
| 2015      | Seolryeonhwa (ang. Snow Lotus)  | Ma Moon-jae        | SBS                |
| 2016      | Cinderella-wa ne myeong-ui gisa | Kang Hyun-min      | tvN                |
| 2017      | Dasi mannan segye               | Cha Min-joon       | SBS                |
| 2018      | Beauty Inside                   | Ryu Eun-ho         | JTBC               |
| 2019      | Hajaissneun ingandeul           | Lee Kang-woo       | MBC                |

### Programy rewiowe
| Rok       | Tytuł                                         | Stacja telewizyjna | Uwagi               |
| --------- | --------------------------------------------- | ------------------ | ------------------- |
| 2011-2012 | Lee Soo-geun and Kim Byung-man's High Society | JTBC               | Obsada odc. 1-53    |
| 2011-2012 | Korea's Next Top Model Cycle 3                | OnStyle            | gościnnie, odc. 6   |
| 2011-2012 | Singles' Trend Maker                          | MBC Every 1        | gościnnie, odc. 3   |
| 2011-2012 | MelOn Music Awards                            |                    | prezenter           |
| 2013      | Music Talk Talk Ma bling                      | MBC Music          | prowadzący          |
| 2013      | Style Log NOW                                 | OnStyle            | gościnnie           |
| 2013      | Korea's Next Top Model Cycle 4                | OnStyle            | gościnnie, odc. 3   |
| 2014      | 2 Days 1 Night 2nd Season (edycja chińska)    | Dragon Television  |                     |
| 2014      | M Countdown                                   | Mnet               | prowadzący          |
| 2014      | Happy Together                                | KBS2               | gościnnie, odc. 370 |
| 2015      | Happy Together                                | KBS2               | gościnnie, odc. 386 |
| 2016–2017 | New Journey to the West Season 2-4            | tvN                | Obsada              |
| 2017      | Newlywed Diary                                | tvN                | razem z Ku Hye-sun  |

### Teledyski
| Rok  | Tytuł piosenki               | Artysta              |
| ---- | ---------------------------- | -------------------- |
| 2012 | „Sad Song” (teledysk)        | Baek A-yeon          |
| 2012 | ”Please Don't” (teledysk)    | K.Will               |
| 2013 | „Gone Not Around Any Longer” | Sistar19             |
| 2014 | „Hair Short”                 | Wings                |
| 2014 | „The Space Between”          | Urban Zakapa x Soyou |

## Nagrody i nominacje
| Rok  | Nagroda                                    | Kategoria                                                          | Wynik     |
| ---- | ------------------------------------------ | ------------------------------------------------------------------ | --------- |
| 2009 | 4th Asian Model Festival Awards            | Najlepszy nowy model                                               | Wygrana   |
| 2013 | 8th Asian Model Festival Awards            | Best Fashion Model                                                 | Wygrana   |
| 2014 | 7. Korea Drama Awards                      | Najlepszy nowy aktor (Przybyłeś z Gwiazd)                          | Wygrana   |
| 2014 | 3. APAN Star Awards                        | Najlepszy nowy aktor (Przybyłeś z Gwiazd)                          | Nominacja |
| 2014 | 22. SBS Drama Awards                       | New Star Award                                                     | Wygrana   |
| 2015 | 29. KBS Drama Awards                       | Nagroda popularności, aktor (Blood)                                | Nominacja |
| 2015 | 29. KBS Drama Awards                       | Najlepsza para (razem z Ku Hye-sun) (Blood)                        | Nominacja |
| 2016 | 9. Korea Drama Awards                      | Best Actor, Top Excellence Award (Cinderella-wa ne myeong-ui gisa) | Wygrana   |
| 2016 | 9. Korea Drama Awards                      | Global Star Award (Cinderella-wa ne myeong-ui gisa)                | Wygrana   |
| 2016 | 7. Macau International Television Festival | Najlepszy aktor (Cinderella-wa ne myeong-ui gisa)                  | Wygrana   |